# Андреј Власов
Андреј Андрејевич Власов (рус. Андре́й Андре́евич Вла́сов; Ломакино, 14. септембар 1901 — Москва, 1. август 1946) био је совјетски официр (генерал-лајтант), који је током Другог светског рата сарађивао са нацистичком Немачком.
Власов се истакао борећи са на совјетској страни у бици за Москву. Командовао је 2. ударном армијом у Љубанској офанзиви када је пао у немачко заробљеништво и пристао на сарадњу са руководством Трећег рајха против СССР и стао на чело Руске ослободилачке армије, колаборационистичке организације састављене од ратних заробљеника и емиграната. Власов је био вођа Руског ослободилачког покрета, председник Президијума ослобођења народа Русије (1944—1945), главнокомандујући РОА (28. јануара — 12. маја 1945).
Године 1945. заробила га је Црвена армија, и 1946. осуђен је на смрт због издаје, лишен чина и државних награда.